# Duilio Dobrin
Duilio Dobrin (* 25. September 1958 in Buenos Aires) ist ein US-amerikanischer Dirigent und Pianist argentinischer Herkunft.
Dobrin studierte am Nationalkonservatorium von Argentinien und war dann Schüler von Leonard Bernstein in Tanglewood, Sergiu Celibidache in München und Otto-Werner Mueller an der Yale University. Von der Ball State University erhielt er den Grad eines Doctor of Arts und Master of Music.
Beim Internationalen Dirigentenwettbewerb 1988 in Tokio war er der einzige Amerikaner, der das Finale erreichte, beim Wettbewerb in Lugano 1991 gehörte er zu den Gewinnern. Er war Musikdirektor des Chamber Orchestra of Connecticut und von 1993 bis 2001 Chefdirigent des Florida Philharmonic Orchestra, mit dem er die Veranstaltungsreihe LatinPops begründete. Daneben leitete er als Gastdirigent Orchester in New York, München, Tokio, Lugano, Montreal und Buenos Aires.
Nach seiner Arbeit als Assistent von Karl Richter am Teatro Colón begann an diesem Haus Dobrins Karriere als Dirigent von Oratorien und Opern. Er dirigierte ebenso Aufführungen der Opern Carmen, Die Hochzeit des Figaro, Der Barbier von Sevilla, Gianni Schicchi und Der Liebestrank wie am Broadway den Fiddler on the Roof und Salute to Harold Prince (mit Elaine Stritch, Theodore Bikel, Debbie Shapiro, Kevin Gray und Harold Prince selbst).
2000 wurde er von Papst Johannes Paul II. für seine Verdienste um die liturgische Musik ausgezeichnet. Von 2002 bis 2004 unterrichtete Dobrin an der University of Oklahoma und leitete deren Sinfonieorchester.